# Perfect Entertainment
Perfect Entertainment (pierwotnie Beam Software) – brytyjska firma produkująca gry komputerowe powstała w 1994 po połączeniu Teeny Weeny Games i Perfect 10 Productions. W 1999 roku studio zakończyło działalność.

## Wyprodukowane i wydane gry

### Teeny Weeny Games
Źródło: IGN, GameSpot
- Predator 2
- Fire Fighter
- WWF Steel Cage Challenge
- The Incredible Crash Dummies
- Xenon 2: Megablast
- Fido Dido
- Wolverine: Adamantium Rage
- Primal Rage
- Discworld Noir
- Ultimate Pinball
- World’s Scariest Police Chases

### Perfect 10 Productions
Źródło: IGN
- Predator 2

### Perfect Entertainment
Źródło: IGN
- Discworld
- Discworld II: Missing Presumed...!?
- Discworld Noir